# Thomas Brechenmacher
Thomas Brechenmacher (* 28. Januar 1964 in Immenstadt) ist ein deutscher Historiker. Er ist Professor für Neuere Geschichte an der Universität Potsdam. Die Professur setzt einen Schwerpunkt auf die deutsch-jüdische Geschichte seit der Aufklärung, sowie auf die kirchliche Zeitgeschichte.

## Leben und Wirken
Brechenmacher wurde im Jahr 1964 in der Allgäuer Kleinstadt Immenstadt geboren. Er studierte Geschichte, Germanistik und Philosophie in München und erhielt dort 1990 den Abschluss Magister Artium. Von 1988 bis 1990 war er Stipendiat der Studienstiftung des deutschen Volkes, von 1991 bis 1994 Graduiertenstipendiat der Konrad-Adenauer-Stiftung. Er wurde 1995 an der Freien Universität Berlin promoviert und habilitierte sich 2004 an der Universität der Bundeswehr München mit der Venia legendi für Neuere und Neueste Geschichte.
Ab März 1995 war Brechenmacher Wissenschaftlicher Mitarbeiter und Lehrbeauftragter am  Historischen Institut der Universität der Bundeswehr München mit Schwerpunkten auf dem 19. und frühen 20. Jahrhundert. Ab Januar 1999 war er ebendort Wissenschaftlicher Assistent. Ab 1998 war er zweiter und seit 2009 ist er erster Vorstand der „Forschungsstelle Deutsch-Jüdische Zeitgeschichte e. V.“.
Im Februar 2003 ließ er sich zur Durchführung eines Forschungsprojekts in Rom beurlauben. Es handelte sich um ein Auftragsprojekt der Kommission für Zeitgeschichte (Bonn) mit dem Titel „Berichte des Apostolischen Nuntius Cesare Orsenigo aus Deutschland 1930–1933“. Im Zeitraum vom 1. Oktober 2003 bis 30. September 2004 war er Gastdozent am Deutschen Historischen Institut in Rom. 2005/06 vertrat er die Stelle eines Wissenschaftlichen Oberassistenten an der Universität Passau.
Im September 2007 folgte Brechenmacher dem Ruf als Inhaber der Professur für Neuere Geschichte II (Deutsch-jüdische Geschichte) an der Universität Potsdam. Er war der Vertreter der Universität Potsdam im Direktorium des Zentrums Jüdische Studien Berlin-Brandenburg zwischen 2012 und 2014, sowie von 2011 bis 2014 Vorsitzender des Kuratoriums des Moses Mendelssohn Zentrums in Vertretung des Präsidenten der Universität Potsdam. Zwischen April 2014 und April 2019 war er Dekan der Potsdamer Philosophischen Fakultät.
Er ist seit 1996 Mitglied der Görres-Gesellschaft, darin Mitglied des wissenschaftlichen Beirats seit 2008, Mitglied im Erweiterten Vorstand seit 2016, sowie seit 2008 Mitherausgeber und seit 2012 Geschäftsführender Herausgeber des Historischen Jahrbuchs der Gesellschaft. Seit 2009 ist Brechenmacher Mitglied des Erweiterten Vorstands der Ranke-Gesellschaft. Mitglied der Wissenschaftlichen Kommission der Kommission für Zeitgeschichte in Bonn ist er seit 2005, seit April 2013 als Vorstandsmitglied und seit April 2017 als zweiter Vorstand. Seit 2010 ist er Mitherausgeber der Römischen Quartalschrift für Christliche Altertumskunde und Kirchengeschichte.
Seine Forschungsschwerpunkte und -interessen liegen in der deutschen und europäischen Geschichte des 19. und 20. Jahrhunderts, der deutsch-jüdischen und europäisch-jüdischen Geschichte der Neuzeit, der Geschichte des politischen Katholizismus und des Kirchenstaates, der kirchlichen Zeitgeschichte, der Geschichte der Historiographie des 19. und 20. Jahrhunderts, sowie der Theorie und Methodologie der Geschichtswissenschaft.

## Schriften
Monographien
- Großdeutsche Geschichtsschreibung im 19. Jahrhundert. Die erste Generation (1830–48). (= Berliner Historische Studien. Bd. 22) Duncker & Humblot, Berlin 1996, ISBN 978-3-428-08874-4
- mit Michael Wolffsohn: Die Deutschen und ihre Vornamen. 200 Jahre Politik und öffentliche Meinung. Diana-Verlag, München 1999, ISBN 3-8284-5018-0.
- mit Hardy Ostry: Paul VI. – Rom und Jerusalem. Konzil, Pilgerfahrt, Dialog der Religionen. Paulinus Verlag, Trier 2000, ISBN 978-3-7902-1359-1
- Das Ende der doppelten Schutzherrschaft. Der Heilige Stuhl und die Juden am Übergang zur Moderne (1775–1870) (= Päpste und Papsttum. Bd. 32). Hiersemann, Stuttgart 2004, ISBN 3-7772-0405-6.
- Der Vatikan und die Juden. Geschichte einer unheiligen Beziehung. Beck, München 2005, ISBN 3-406-52903-8.
- mit Michael Wolffsohn: Denkmalsturz? Brandts Kniefall. Olzog Verlag, München 2005, ISBN 3-7892-8162-X.
- mit Michael Wolffsohn: Deutschland, jüdisch Heimatland. Die Geschichte der deutschen Juden vom Kaiserreich bis heute. Piper Verlag, München 2008, ISBN 978-3-492-04244-4.
- Die Bonner Republik. Politisches System und innere Entwicklung der Bundesrepublik. be.bra Verlag, Berlin 2010, ISBN 978-3-89809-413-9.
- mit Michał Szulc: Neuere deutsch-jüdische Geschichte. Konzepte – Narrative – Methoden. Kohlhammer, Stuttgart 2017, ISBN 978-3-17-021417-0.
- mit Christoph Bothe: Bruno Blau. Ein deutsch-jüdisches Leben. Duncker & Humblot, Berlin 2018, ISBN 978-3-428-15559-0.
- Im Sog der Säkularisierung. Die deutschen Kirchen in Politik und Gesellschaft (1945–1990) (= Die geteilte Nation. Bd. 2). be.bra Verlag, Berlin 2021, ISBN 978-3-89809-196-1.

Herausgeberschaften
- mit Michael Wolffsohn: Geschichte als Falle. Deutschland und die jüdische Welt. Ars una-Verlag, Neuried 2001, ISBN 3-89391-311-4.
- Das Reichskonkordat 1933. Forschungsstand, Kontroversen, Dokumente. (= Veröffentlichungen der Kommission für Zeitgeschichte. Bd. 109). Schöningh, Paderborn 2007, ISBN 3-506-76465-9.
- Identität und Erinnerung. Schlüsselthemen deutsch-jüdischer Geschichte und Gegenwart. Olzog Verlag, München 2009, ISBN 978-3-95768-029-7
- mit Harry Oelke: Die Kirchen und die Verbrechen im nationalsozialistischen Staat. (= Dachauer Symposien zur Zeitgeschichte. Bd. 11). Wallstein Verlag, Göttingen 2011, ISBN 978-3-8353-0935-7
- „In dieser Stunde der Kirche“. Zum 100. Geburtstag von Julius Kardinal Döpfner. (= Bad Kissinger Archiv-Schriften, Bd. 2) Schöningh, Würzburg 2013, ISBN 978-3-87717-853-9
- mit Heinz-Dieter Heimann und Klaus Neitmann: Die Nieder- und Oberlausitz. Konturen einer Integrationslandschaft, Bd. III: Frühes 19. Jahrhundert. Lukas Verlag, Berlin 2014, ISBN 978-3-86732-162-4